# 永田豊志
永田 豊志（ながた とよし、1966年1月19日 - ）はビジネス作家、知的生産研究家。株式会社ショーケース共同創業者・代表取締役社長。

## 略歴
知的生産研究家、新規事業プロデューサー。株式会社ショーケース代表取締役社長。
福岡県出身。1988年九州大学経済学部経済工学科卒業後、リクルート入社。新規事業畑を歩み、企業向け通信サービスの営業を経て、アニメ、漫画、ポケモンゲームなどで知られるメディアファクトリーの設立に参画。様々なコンテンツビジネスに関わる。
その後、独立し、ワークスコーポレーションにてDTPWORLD（デスクトップパブリッシングの専門誌。現在は休刊）やCGWORLD（コンピュータグラフィックスの専門誌）などの編集長を務める。
同時期に、フロッグエンターテイメント代表として、テライユキなどCGアイドルのキャラクターの版権管理を行う。テライユキはCGアイドルとしては初の写真集刊行やフジテレビからのDVD、エイベックスからCDデビューなどが話題に。
その後、企業の映像プロモーションを支援する株式会社スマートイメージを設立、IT企業のマーケティング支援を行っていた株式会社フューチャーワークスと合併し、現在は株式会社ショーケースの代表取締役社長。同社は2015年3月19日東証マザーズから市場変更し、2016年12月東京証券取引所市場第一部となっている（証券コード3909)。
現在は、Webマーケティング支援ツールの一種であるEFO（エントリーフォーム最適化）やLPO（ランディングページ最適化）などの商品開発を行っている。

## 主な著書
ビジネス関連
- 知的生産力が劇的に高まる最強フレームワーク100（ソフトバンククリエイティブ刊）ISBN 978-4-7973-5093-7
- 革新的なアイデアがザクザク生まれる発想フレームワーク55（ソフトバンククリエイティブ刊）ISBN 978-4-7973-5437-9
- 頭がよくなる図解思考の技術]（中経出版刊）ISBN 978-4-8061-3549-4
- 結果を出して定時に帰る時短仕事術（ソフトバンククリエイティブ刊）ISBN 978-4-7973-6086-8
- プレゼンがうまい人の図解思考の技術（中経出版刊）ISBN 978-4-8061-3903-4
- ノート・手帳・メモが変わる「絵文字」の技術（中経出版刊）ISBN 978-4-8061-4251-5
- 人生の大問題を図解する！（光文社刊）ISBN 978-4-334-97669-9
- 知識ゼロからの仕事がはかどる図解術]（幻冬舎刊）ISBN 978-4-344-90221-3

iPhoneアプリ
- 仕事効率化Tips-最強フレームワーク100（発売:ドリームオンライン）